# روبرتو ناني
روبرتو ناني (بالإيطالية: Roberto Nani)‏ هو متزحلق جبال الألب إيطالي، ولد في 14 ديسمبر 1988 في سوندالو في إيطاليا.

## وصلات خارجية
- روبرتو ناني على موقع الاتحاد الدولي للتزلج (التزلج على المنحدرات الثلجية) (الإنجليزية)
- روبرتو ناني على موقع أوليمبيديا (الإنجليزية)